# Physaloptera
Physaloptera ist eine Gattung der Fadenwürmer, die vorzugsweise im Magen parasitieren und daher zu den Magenwürmern gerechnet werden. Es handelt sich um dickfleischige, 13–45 mm (Männchen) bzw. 15–60 mm (Weibchen) lange Würmer, die an Spulwürmer erinnern. Sie haben eine spaltförmige Mundöffnung, die von zwei kräftigen Lippen umgeben ist. Von der Basis der Lippen erhebt sich eine nach vorn gerichtete Hautfalte.

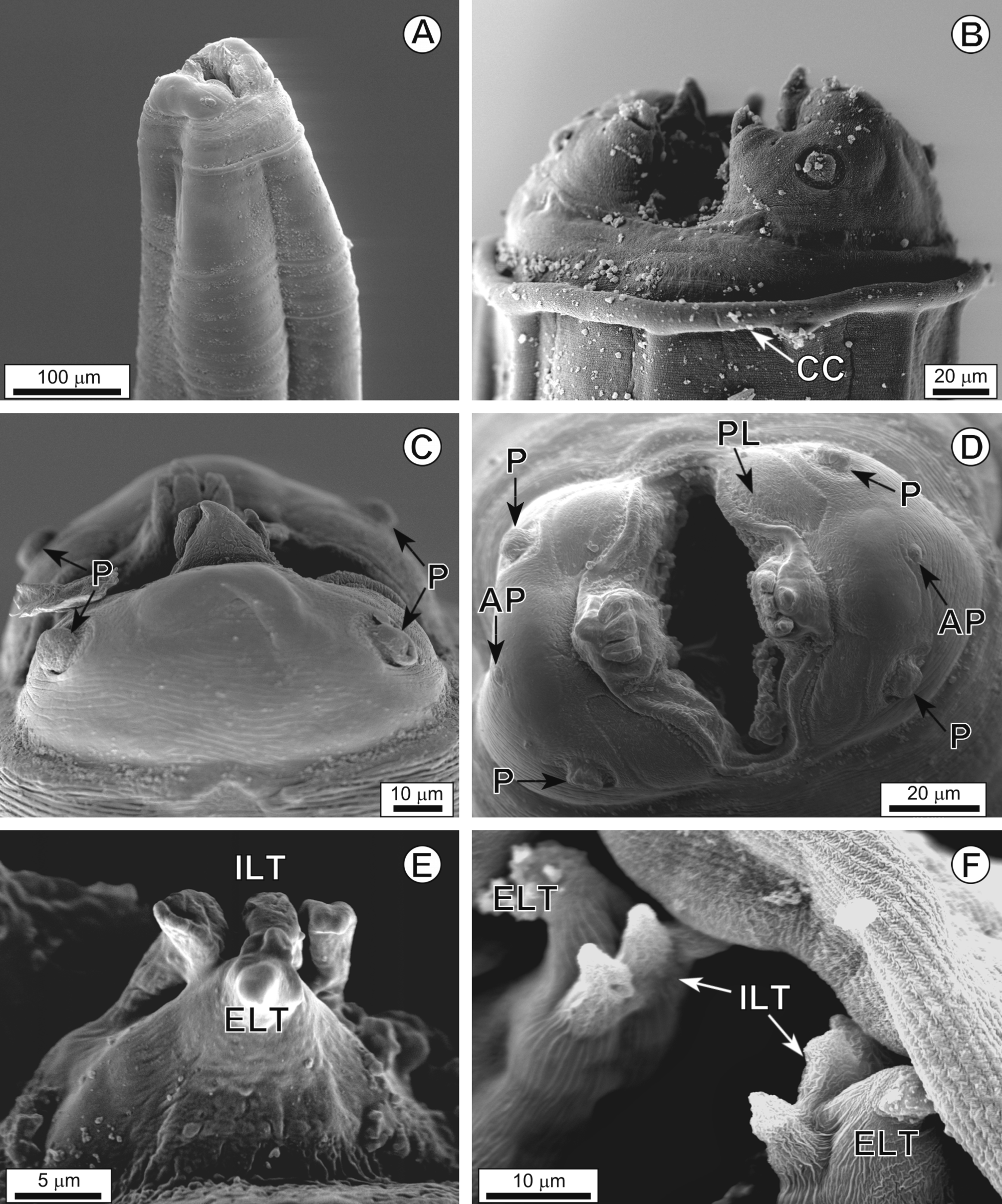
REM-Aufnahme der Kopfregion von Physaloptera ngoci: kräftige Lippen um eine spaltförmige Mundöffnung, Abb. B zeigt die Hautfalte (cephalic collarette, CC)
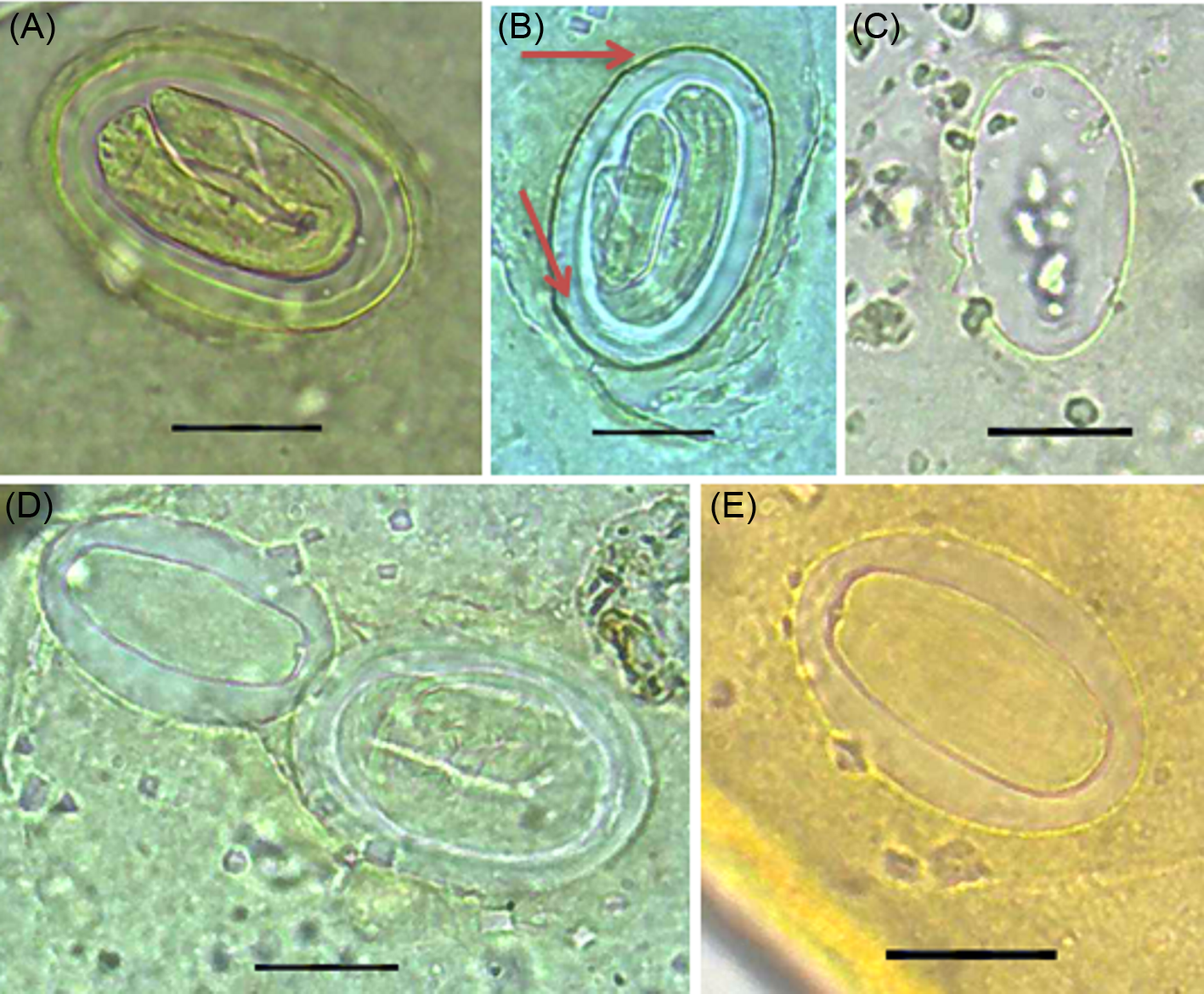
Physaloptera-Eier, gefunden in einem bronzezeitlichen Grab im heutigen Iran

## Lebenszyklus
Die Entwicklung verläuft heteroxen, also unter obligater Einschaltung eines Zwischenwirts. Die 43–60 × 29–42 µm großen, dickschaligen Eier werden mit dem Kot des Endwirts ausgeschieden und sind zu diesem Zeitpunkt bereits embryoniert. Die sich aus ihnen entwickelnden infektiösen Larven werden vom Zwischenwirt (kotfressende Käfern, Heuschrecken und andere Insekten) aufgenommen. Diese gelangen durch entweder direkte oder indirekte Aufnahme über Transportwirte (diverse wechselwarme Tiere) in den Endwirt. Die Präpatenz beträgt 8 bis 10 Wochen.

## Innere Systematik
Zur Gattung werden über 100 Arten gerechnet, welche bei Säugetieren, Vögeln, Reptilien und Amphibien vorkommen. Einige kommen sehr selten auch beim Menschen vor. Zu den Physaloptera gehören unter anderen:
| Art                            | Endwirt                |
| ------------------------------ | ---------------------- |
| Physaloptera alata             | Vögel                  |
| Physaloptera dilatata          | Neuweltaffen           |
| Physaloptera dispar            | Igel                   |
| Physaloptera hispida           | Baumwollratten         |
| Physaloptera liophis           | Vögel                  |
| Physaloptera losseni           | Vögel                  |
| Physaloptera maxillaris        | Skunks                 |
| Physaloptera murisbrasiliensis | Nagetiere              |
| Physaloptera ngoci             | Nagetiere              |
| Physaloptera poicilometra      | Mangaben, Meerkatzen   |
| Physaloptera preputialis       | Katzen, selten Hunde   |
| Physaloptera retusa            | Reptilien              |
| Physaloptera rara              | Hunde, seltener Katzen |
| Physaloptera tumefasciens      | Makaken                |